# 3-я флотилия подводных лодок ВМФ СССР
3-я флотилия подводных лодок — крупное объединение подводных лодок Северного флота ВМФ СССР. Существовало в 1969—2002 годах, состояло из дивизий стратегических подводных лодок с баллистическими ракетами, базирующихся на Гаджиево.

## История объединения
Формирование флотилии было начато в феврале 1969 года на базе 12-й эскадры подводных лодок Северного флота в связи с формированием 19-й дивизии и укрупнением соединения. Официально флотилия сформирована 14 декабря 1969 года, день объявлен годовым праздником соединения. Базировалась на бухты Ягельная губа, Оленья губа пункта базирования Гаджиево.
В 1974 году в 3-й флотилии было начато формирование 41-й ДиПЛ (из ПЛ проекта 667Б), в 1975 году 41-я дивизия переведена в состав 11-й флотилии, а из 11-й флотилии была передана 13-я ДиПЛ (из ПЛ проекта 667БД).
В 1985 году для усиления группировки стратегических подводных ракетоносцев и обеспечения их боевой устойчивости в составе флотилии создана 24-я дивизия многоцелевых АПЛ.
В 2002 году в связи с расформированием ряда соединений 3-я флотилия подводных лодок была переформирована обратно в 12-ю эскадру подводных лодок в составе 31-й и 24-й дивизий.
Подводниками 3-й флотилии освоено 12 проектов атомных подводных лодок и 16 проектов стратегических ракетных комплексов. Четверо подводников 3-й флотилии стали Героями Советского Союза, ещё пятеро — Героями Российской Федерации.

## Командующие флотилией
- 1969—1973: контр-адмирал Неволин, Георгий Лукич
- 1973—1974: вице-адмирал Чернавин, Владимир Николаевич
- 1974—1976: вице-адмирал Сысоев, Юрий Александрович
- 1976—1984: вице-адмирал Матушкин, Лев Алексеевич
- 1984—1986: вице-адмирал Патрушев, Юрий Николаевич
- 1986—1990: контр-адмирал Литвинов, Иван Никитович
- 1990—1993: вице-адмирал Бескоровайный, Владимир Герасимович
- 1993—1996: вице-адмирал Попов, Вячеслав Алексеевич
- 1996—1998: вице-адмирал Сухачёв, Юрий Александрович
- 1998—2002: вице-адмирал Симоненко, Сергей Викторович

## Состав
- 16-я дивизия подводных лодок — с 1969 по 1976, дивизия ПЛРБ проекта 629. В 1976 году передана в 14-ю эскадру Балтийского флота.
- 31-я дивизия подводных лодок — с 1969 по 2002, дивизия РПКСН проекта 667А, затем 667БД/БДР.
- 18-я дивизия подводных лодок — с 1969 по 1976, дивизия РПКСН проекта 658. В 1976 году передана в 11-ю флотилию (Гремиха).
- 19-я дивизия подводных лодок — с 1969 по 1992, дивизия РПКСН проекта 667А, в 1992 году расформирована;
- 13-я дивизия подводных лодок — с 1975 по 2000, дивизия РПКСН проектов 667БД, 667БДР, 667БДРМ, в 2000 году расформирована, корабли переданы в 31-ю ДиПЛ;
- 24-я дивизия подводных лодок — с 1985 по 2002, дивизия многоцелевых АПЛ проекта 671РТ, затем проекта 971.
- дивизион подводных лодок отстоя — с 1991 по 2002.
- дивизион судов и плавсредств технического обеспечения — по 2002.